# 台灣百和工業
台灣百和工業股份有限公司，簡稱台灣百和工業，是一家總部位於台灣彰化縣和美鎮的織布業製造商，客戶多為全球前20運動品牌，例如：Nike、adidas等

## 歷史沿革
- 1979年，鄭森煤三兄弟創立「三合興公司」，發展生產粘扣帶，以自創品牌「三鉤牌」行銷全球。
- 1986年，三合興正式更名為「台灣百和公司」。
- 1990年，與美國VELCRO合作並取得100%經營權。
- 1997年，更名「台灣百和國際有限公司」，成立子公司「東莞百和編造有限公司」。
- 2001年1月股票上市。
- 2007年獲外貿協會『第四屆台灣優良品牌獎』。
- 2017年獲中華民國經濟部『第四屆卓越中堅企業奬』。
- 2018年通過AS 9100認證。

## 外部連結
- 台灣百和工業（页面存档备份，存于）（繁體中文）
- YouTube上的台灣百和工業（繁體中文）
- 台灣百和 Youtube 頻道 （页面存档备份，存于）